# Famille Burczykowski
La famille Burczykowski est une famille de résistants polonais en France durant la Seconde Guerre mondiale qui fit partie de l'immigration polonaise dans le bassin minier du Nord-Pas-de-Calais et perdit six de ses membres au cours des combats, dont le père et trois fils passés dans la clandestinité juste après la grève, qui ont tous trois occupé des fonctions de commandement.
Grégoire et Félix, respectivement 21 et 23 ans furent arrêtés et mis à mort, leur frère Ewin tué les armes à la main, tandis que leur père est mort très vite en déportation et leur mère et ses deux filles dans les bombardements.

## Histoire
En juin 1941, Joseph Burczykowski, le père, né en Pologne en 1892, est déporté, pour fait de grève, à Sachsenhausen, en Allemagne, où il décède six mois après.
Dès le 22 juin, son fils Grégoire, 21 ans, qui avait été recruté dans l'Organisation spéciale par un de leurs collègues, Witold Superniak, 18 ans, met le feu à 900 mètres cubes de bois des entrepôts de la fosse 4 la Compagnie des mines de Courrières, freinant l'extraction charbonnière car le bois est utilisé pour consolider le plafond des galeries.
Grégoire Burczykowski était chef de toutes les sections de jeunes FTP-MOI pour les villes de Nœux-les-Mines, Harnes et Sallaumines, cette dernière étant l'une des villes de France qui comptera la plus forte proportion de Francs-tireurs et partisans. Son frère Edwin, chef d'une des sections de jeunes FTP-MOI de Sallaumines, fait partie du groupe d'une dizaine de résistants, dont la moitié réalise l'incendie grâce à des bonbonnes et l'autre tente de saboter la voie de chemin de fer mais n'y parvient pas, les mèches de mise à feu à distance étant trop courtes pour le lieu et les clés anglaises, apportées pour parer à cette éventualité, insuffisantes pour déboulonner les éclisses de rail.
Un peu plus tard, Grégoire Burczykowski réussit cette fois le sabotage de la voie ferrée Lens-Lille le 6 juillet 1941.
Son frère Félix Burczykowski participe à l’incendie d’un hangar agricole le 18 septembre 1942. Lors d’une réunion en septembre 1942, il s'était vu confier la mission de mettre le feu à des exploitations agricoles qui ravitaillaient les Allemands, par Félix Zaluczkowski, 36 ans, domicilié à Sallaumines et monteur-électricien à la fosse 5 des mines de Courrières. Ce dernier prit part le 27 janvier 1943 au sabotage de la ligne Arras-Saint-Pol entre Mont-Saint-Éloi et Marœuil et fut fusillé le 13 août suivant. Membre du groupe Popof de la MOI, il était avec d'autres jeunes de la section étrangère, Bronislaw Kania, Joseph Zakwewski, dit Vitek, Wos Ludwig, Jean Blacha, et Simon Rudzik, dit Zygmund.
À partir de 1942, Félix Burczykowski dirigea les petites équipes de 4 à 6 résistants de Méricourt et Harnes sous la supervision de Simon Kurlik, domicilié à Lens, qui fut avec Julien Hapiot l'organisateur de l'attaque des véhicules allemands de Vimy en septembre 1940 et entra dans la clandestinité le 23 novembre 1941, puis fut arrêté avec son groupe le 10 septembre 1942 par la gendarmerie et la police d'Hénin-Liétard dans la forêt de Phalempin, remis aux Allemands et fusillé le 4 novembre 1942 à la citadelle d'Arras.
Les deux frères seront fusillés avec leur collègue Witold Superniak, gardien du parc à bois le soir de l'incendie, tandis qu'un troisième frère, Edwin, sera abattu par la Gestapo le 16 janvier 1943, lors du sabotage d’une voie ferrée à Méricourt.
La mère, Hélène  Burczykowski, et les deux derniers enfants, Lucie et Bernard, ont perdu la vie lors des bombardements du 10 mai 1944.

## Mémoire
Une place de la ville de Sallaumines a pris leur nom en 1974.

## Bataille mémorielle
Une rue de la ville de Walbrzych en Pologne a pris le nom de cette famille dès la fin de la Seconde Guerre mondiale, lorsque quelque 6 000 mineurs polonais du nord France étaient rentrés au pays pour participer à sa reconstruction, dans le cadre de la Reemigracja vers le cœur industriel du bassin minier de Silésie.
Mais en octobre 2016, une « loi de décommunisation » promulguée par le gouvernement en Pologne de Andrzej Duda impose aux communes de débaptiser les rues et monuments portant le nom de communistes. Son application est confiée à un « Institut de la mémoire nationale (IPN) », organisme étatique composé d’historiens choisis pour leur anticommunisme et on apprend que six Polonais ayant milité dans l’hexagone contre Franco et Hitler ont été inscrits sur une « liste noire » à Walbrzych.
En février 2017, le président de la Maison de Bretagne à Walbrzych révèle en particulier que sa ville menace de débaptiser la rue Burczykowski. Le maire de Sallaumines, Christian Pedowski, adresse alors à la ville de Walbrzych un courrier de protestation signé par 133 membres du PCF et de la CGT du bassin minier du Nord-Pas-de-Calais,, avec le soutien de Dominique Ben, de l’Institut CGT d’histoire sociale du Douaisis. Ils font remonter l'affaire jusqu'au député Jean-Jacques Candelier, la sénatrice Michelle Demessine, et l'ex-premier ministre Jean-Marc Ayrault, devenu ministre des Affaires étrangères. Finalement, il a été annoncé le 13 juillet 2017 que Walbrzych renonce à débaptiser quatre rues portant les noms de figures de la Résistance en France.